# ربات‌ها (فیلم)
ربات‌ها (به انگلیسی: Robots) نام یک پویانمایی رایانه‌ای آمریکایی در سبک کمدی علمی تخیلی ماجراجویی به کارگردانی کریس وج با همکاری کارلوز سالدانیا است که توسط استودیو بلو اسکای تولید و استودیو فاکس قرن بیست و یکم آن‌را پخش کرده‌است. این فیلم محصول سال ۲۰۰۵ است.ایوان مک‌گرگور، هلی بری، گرگ کینر، مل بروکس، آماندا باینز، درو کری و رابین ویلیامز از صداپیشگان این فیلم هستند. ایده فیلم از سال ۲۰۰۰ آغاز گردید، هنگامی که وج و جویس نتوانستند فیلمی را با اقتباس از کتاب بابانوئل زنگ می‌زند اثر جویس تولید کنند، تصمیم به خلق داستانی درباره ربات‌ها گرفتند. فیلم داستان یک ربات به نام رادنی کاپرباتم را دنبال می‌کند که برای یافتن مخترع محبوبش، بیگولد، عازم شهر ربات‌ها می‌شود.
ربات‌ها در تاریخ ۱۱ مارس ۲۰۰۵ در سینماهای ایالات متحده اکران شد و بیش از ۲۶۰ میلیون دلار فروش جهانی در برابر بودجه ۷۵ میلیون دلاری داشت. فیلم در زمینه داستان، طنز و اجرای صداپیشگان مورد تمجید منتقدان قرار گرفت. در همان سال نیز بازی ویدئویی فیلم به همین‌نام از سوی ویوندی گیمز منتشر شد.

## داستان
در دنیایی پر از ربات‌های باهوش و دانشمند، رادنی کاپرباتم، پسر هرب و لیدیا کاپرباتم از ریوت‌‌تاون، یک مخترع جوان و مشتاق است. او بیگولد، مخترع و کارآفرین مشهور را که شرکت او مخترعان را استخدام می‌کند و قطعات یدکی را در اختیار آن‌ها قرار می‌دهد، ستایش می‌کند. رادنی تحت‌ تاثیر بیگولد، برای کمک به پدرش که به عنوان ظرف‌شو در رستورانی کار می‌کند، یک ربات پرنده به نام واندربات می‌سازد. اما تحت یک اتفاق واندربات از کار می‌افتد و آشپزخانه را خراب می‌کند. رادنی برای پرداخت خسارت، تصمیم می‌گیرد به ربات‌سیتی نقل‌مکان کند به این امید که واندربات را به شرکت بیگولد ارائه دهد. اما پس از ورود او به ربات‌سیتی وقایع غیرمنتظره‌ای رخ می‌دهد و او نمی‌تواند بیگولد را پیدا کند.

## صداپیشگان
خطای لوآ در پودمان:Multiple_image در خط 173: attempt to perform arithmetic on local 'totalwidth' (a nil value).
- ایوان مک‌گرگور در نقش رادنی کاپرباتم، یک مخترع جوان و مشتاق.
- هلی بری در نقش کاپی، مدیر صنایع بیگولد و معشوقه رادنی.
- رابین ویلیامز در نقش فندر، یک ربات از کارافتاده که با رادنی دوست می‌شود.
- مل بروکس در نقش بیگولد، یک ربات مسن که متخرع و رهبر صنایع بیگولد است.
- گرگ کینر در نقش فینیس، دست راست حریص و طمع‌کار بیگولد و پسر گاسکت.
- جیم برودبنت در نقش گاسکت، صاحب فروشگاه.
- آماندا باینز در نقش پیپر، خواهر کوچک‌تر فندر.
- درو کری در نقش کرانک، رباتی که با رادنی دوست می‌شود.
- جنیفر کولیج در نقش عمه فانی، رباتی که از ربات‌های قدیمی استفاده می‌کند.
- کریس وج در نقش واندربات، یک ربات کوچک که اختراع رادنی است.
- استنلی توچی در نقش هرب، پدر رادنی.
- دایان ویست در نقش لیدیا، مادر رادنی.

## تولید

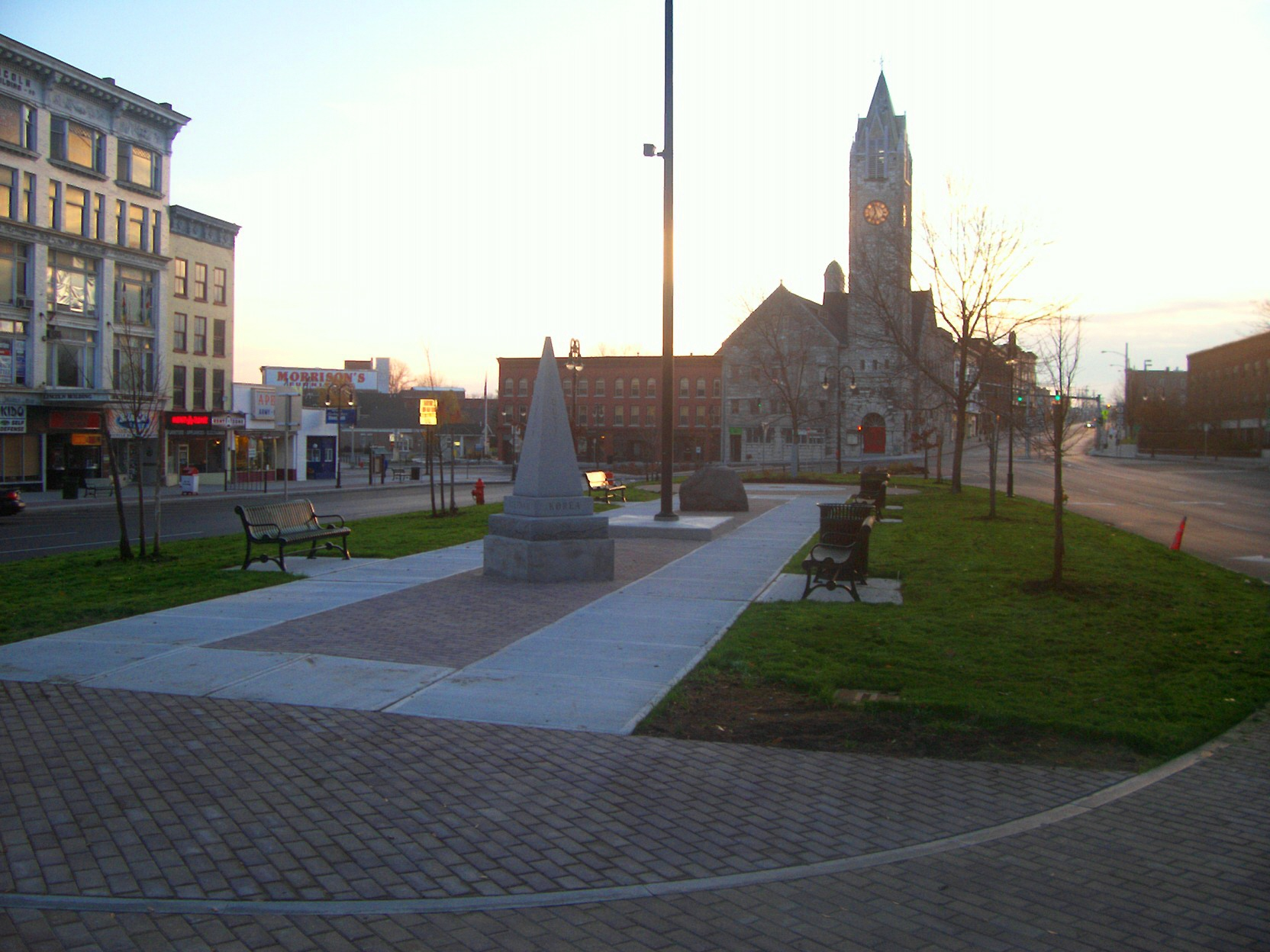
شایعه شده‌بود که ریوت‌تاون بر اساس واترتاون، نیویورک طراحی شده‌است. جایی که کریس وج دوران نوجوانی‌اش را در آن‌جا گذرانده‌است. هرچند کریس وج در مصاحبه‌ای این ادعا را رد کرد.

کریس وج و ویلیام جویس در ابتدا قصد داشتند که فیلمی را با اقتباس از کتاب بابانوئل زنگ می‌زند نوشته جویس بسازند. پس از شکست آزمایش انیمیشن در سال ۲۰۰۰، آن‌ها تصمیم گرفتند که داستان بدون اقتباسی را درباره‌ی دنیای ربات‌ها خلق کنند. در سال ۲۰۰۱، آن‌ها ایده خود را به کریس ملداندری، رئیس وقت فاکس قرن بیستم ارائه دادند. تولید فیلم از سال ۲۰۰۲، مدت کوتاهی پس از انتشار عصر یخبندان آغاز شد.

## بازخورد

### گیشه
ربات‌ها در ۱۱ مارس ۲۰۱۱ در ایالات متحده و کانادا اکران شد. در هفته اول خود ۳۶ میلیون دلار فروش رفت و رتبه اول را در گیشه کسب کرد. فیلم در مجموع بیش از ۲۶۰ میلیون دلار فروش جهانی داشت که بیش از ۱۲۸ میلیون دلار از طریق فروش در آمریکا و کانادا و حدود ۱۳۳ میلیون دلار از مناطق دیگر کسب کرده‌بود.

### جوایز
ربات‌ها جایزه برترین فیلم گیشه را از سوی جامعه آهنگسازان، نویسندگان و ناشران آمریکایی دریافت کرد. فیلم نامزد دو جایزه آنی، دو جوایز برگزیده کودکان نیکلودین، یک جایزه برگزیده نوجوان و یک جایزه جامعه جلوه‌های بصری نیز شد.
ربات‌ها از سوی انستیتوی فیلم آمریکایی در این لیست‌ها به رسمیت شناخته‌شده‌است:
- ۲۰۰۸: ۱۰ فیلم برتر در ۱۰ ژانر به انتخاب بفا: نامزد فیلم پویانمایی